# Reprezentacja Rumunii w futsalu mężczyzn
Reprezentacja Rumunii w futsalu – zespół futsalowy, biorący udział w imieniu Rumunii w meczach i sportowych imprezach międzynarodowych, powoływany przez selekcjonera, w którym mogą występować wyłącznie zawodnicy posiadający obywatelstwo rumuńskie. Za jego funkcjonowanie odpowiedzialny jest Federația Română de Fotbal.

## Udział w mistrzostwach świata
- 2004 – Nie zakwalifikowała się
- 2008 – Nie zakwalifikowała się
- 2012 – Nie zakwalifikowała się

## Udział w mistrzostwach Europy
- 2005 – Nie zakwalifikowała się
- 2007 – 6. miejsce
- 2010 – Nie zakwalifikowała się
- 2012 – 7. miejsce